# Vybřežování

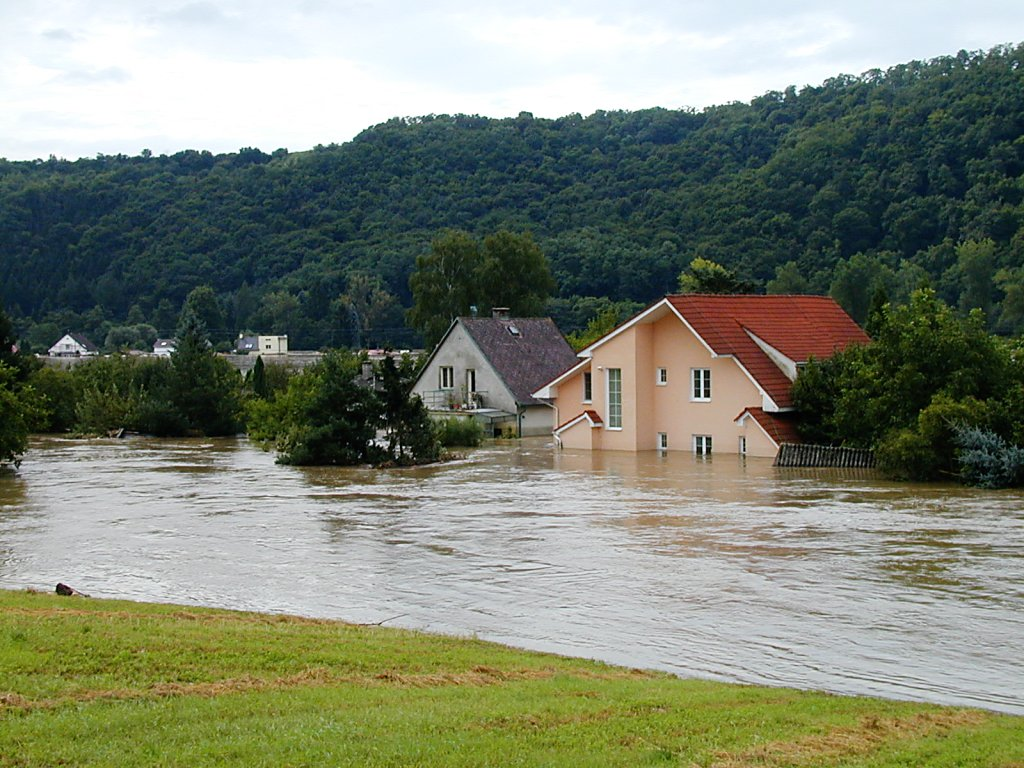
Berounka v obci Hlásná Třebaň v srpnu 2002

Vybřežování (vybřežení) vodního toku je jev, při kterém začíná voda vodního toku při povodňové události vytékat přes břežní hranu do okolní údolní nivy. Tedy znamená přelití či vylití z koryta při zvýšeném průtoku, např. při tání sněhu, povodních apod. Při vybřežení jsou splaveniny roznášeny do vzdálenějších míst od vodního toku. Vybřežení může být způsobeno sníženou kapacitou koryta, náhlým zúžením profilu koryta ať už přirozeným nebo vzniklým unášeným materiálem (ledové kry, stromy ap.), vestavěnou překážkou (mosty, lávky), protržením břežní hráze atd. Vytypovaná kritická místa, kde může dojít k vybřežení a protiopatření musí být zahrnutá do povodňových plánů.